# Wojciech Baranowski (1548–1615)
Wojciech Baranowski herbu Jastrzębiec (ur. 1548, zm. 23 września 1615) – arcybiskup gnieźnieński i prymas Polski, podkanclerzy koronny, kantor gnieźnieńskiej kapituły katedralnej, prepozyt płockiej kapituły katedralnej w latach 1584–1590, scholastyk łęczycki, kanonik kujawski, kruszwicki, kanonik gnieźnieńskiej kapituły katedralnej. 
Jako senator wziął udział w sejmach: 1609, 1611, 1613 (I), 1613 (II) i 1615 roku.

## Życiorys
Był autodydaktą. W 1581 przyjął święcenia kapłańskie. Został sekretarzem królewskim Stefana Batorego i towarzyszył mu w kampanii pskowskiej. W 1581 został sekretarzem wielkim koronnym, w 1585 objął biskupstwo przemyskie. W 1585 był już podkanclerzym koronnym. Podpisał pacta conventa Zygmunta III Wazy w 1587 roku. W 1587 roku podpisał reces, sankcjonujący wybór Zygmunta III Wazy. W 1587 powitał w imieniu senatu elekta Zygmunta III na statku w Gdańsku, nalegając by podpisał pacta conventa zawierające obietnicę przyłączenia Estonii do Rzeczypospolitej. W 1589 roku był sygnatariuszem ratyfikacji traktatu bytomsko-będzińskiego na sejmie pacyfikacyjnym. Mianowany 30 stycznia 1591 biskupem płockim w 1591 złożył podkanclerstwo. W latach 1595–1596 posłował w imieniu króla do papieża Klemensa VIII. 14 maja 1607 przeniesiony na biskupstwo kujawsko-pomorskie. 28 lipca 1608 otrzymał nominację na arcybiskupa gnieźnieńskiego, rządy w diecezji objął 20 października 1608.
Był wielkim miłośnikiem muzyki; na jego dworze w Łowiczu pracował kompozytor, organista i dyrygent Mikołaj Zieleński, którego wydania kompozycji w Wenecji Baranowski był sponsorem.
9 września 1594 r. ufundował seminarium duchowne w Pułtusku, które funkcjonowało do 30 czerwca 1865 r.
Pochowany w Katedrze Gnieźnieńskiej w Kaplicy Baranowskiego, która posiada najwyższy ołtarz i najwyższy nagrobek, który należy do Wojciecha Baranowskiego.